# Bandeira de Pitcairn
A bandeira de Pitcairn é a bandeira oficial desse território ultramarino britânico localizado na Polinésia. Foi adotada a 2 de Abril de 1984.

## História

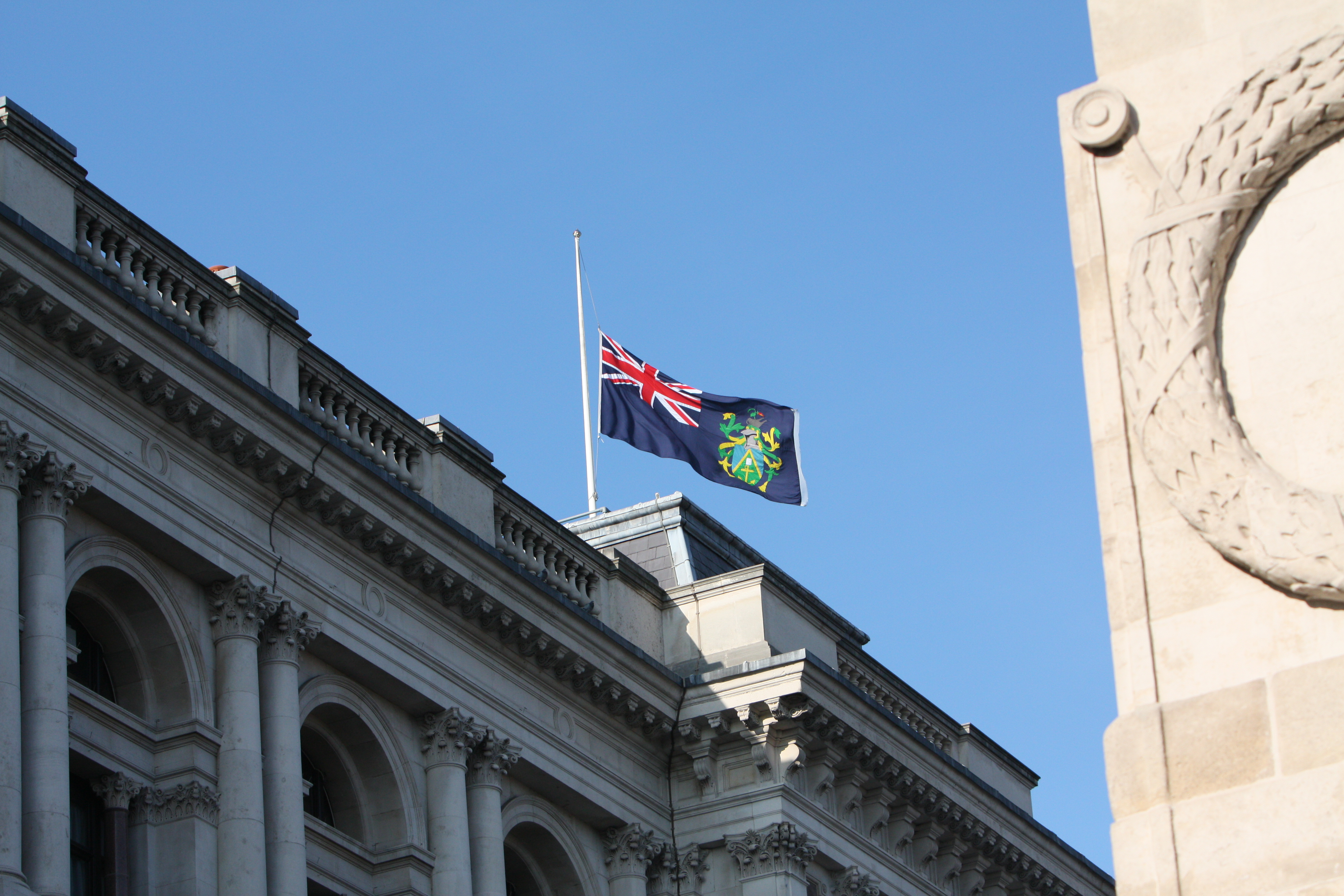
Bandeira de Pitcairn hasteada no edifício do Ministério das relações Exteriores do Reino Unido

O projeto foi sugerido pelo Conselho da Ilha Pitcairn em dezembro de 1980 e aprovado pela Rainha Isabel II em abril de 1984. A bandeira foi usada pela primeira vez em Pitcairn em maio de 1984, durante uma visita do governador ao falecido Sir Richard Stratton.

## Características
Seu desenho consiste em um retângulo de proporção comprimento-largura de 2:1. É um pavilhão azul Britânico carregado com o Brasão de armas de Pitcairn no batente. O azul da bandeira é o pantone 281C, e o vermelho, 186C.
| Cor | Sistema Pantone | CMYK        | RGB           | Hex     |
| --- | --------------- | ----------- | ------------- | ------- |
|     | Branco          | 0.0.0.0     | 255, 255, 255 | #FFFFFF |
|     | Azul 281C       | 100.78.0.57 | 0, 32, 91     | #00205B |
|     | Vermelho 186C   | 0.100.80.5  | 200, 16, 46   | #C8102E |

O brasão é composto por um escudo do tipo clássico partido asna por uma faixa marelo-ouro dividindo um campo superior em azul e um inferior em verde. No campo inferior aparecem dois elementos: uma bíblia na cor branca e uma âncora na cor amarelo-ouro. Acima do escudo há um elmo cinza voltado para a esquerda com um carrinho de mão e uma flor de miro. Ornando o escudo há paquifes verde e amarelos.

O pavilhão britânico azul é a base da bandeira
Brasão de armas das Ilhas Pitcairn

## Simbolismo
A âncora e a bíblia representam a história ancestral dos ilhéus, a maioria dos quais descende dos marinheiros que se amotinaram no HMS Bounty em 1789. O triângulo do escudo representa o litoral íngreme da ilha. O carrinho de mão e o pau-rosa do pacífico também representam os colonos.
O escudo dividido representa a ilha (em verde) saindo do Oceano Pacífico (azul). O carrinho de mão e a planta no escudo representam a agricultura e a terra do país.

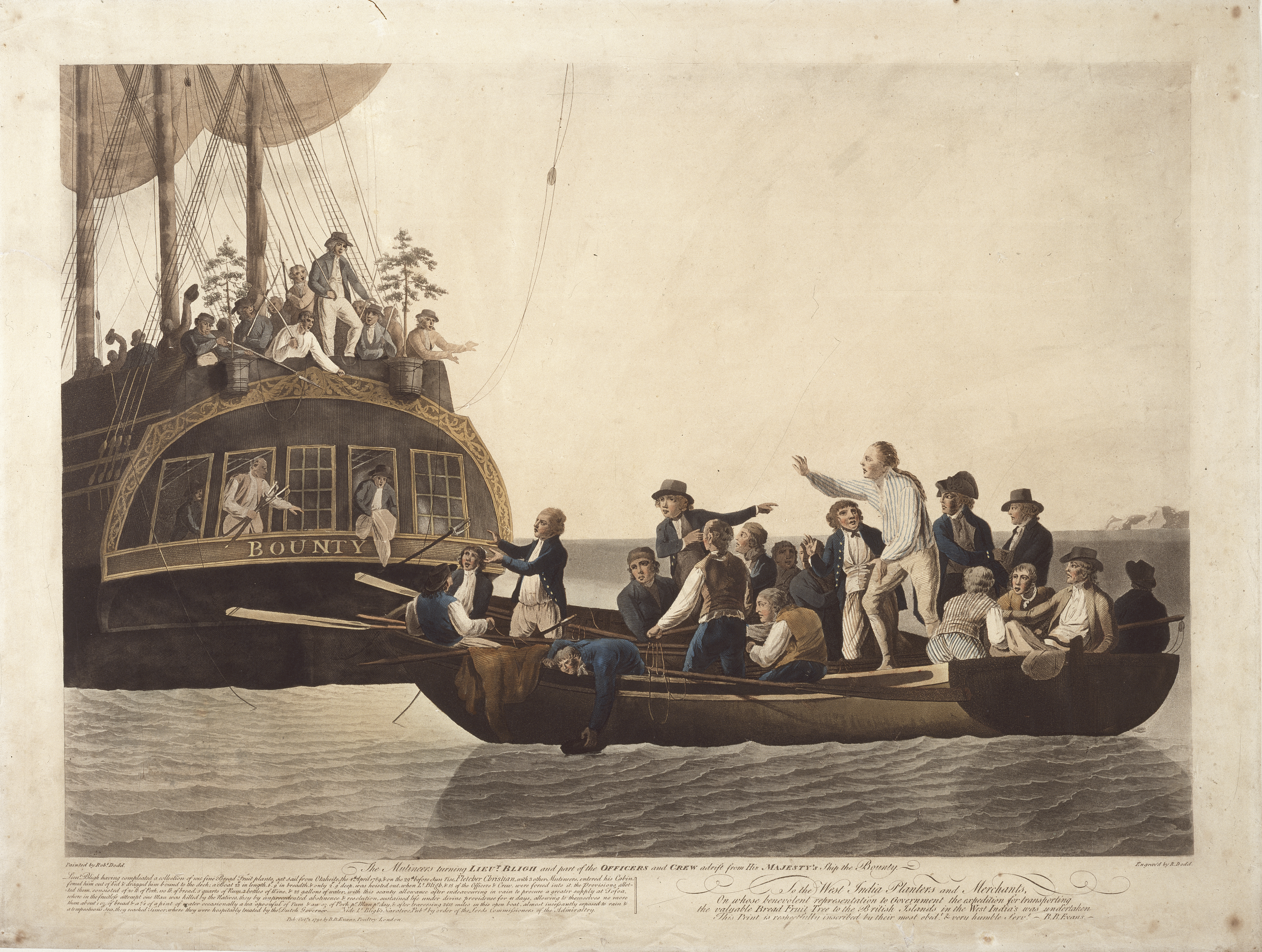
Amotinados que abandonaram William Bligh e os seus companheiros do HMAV Bounty
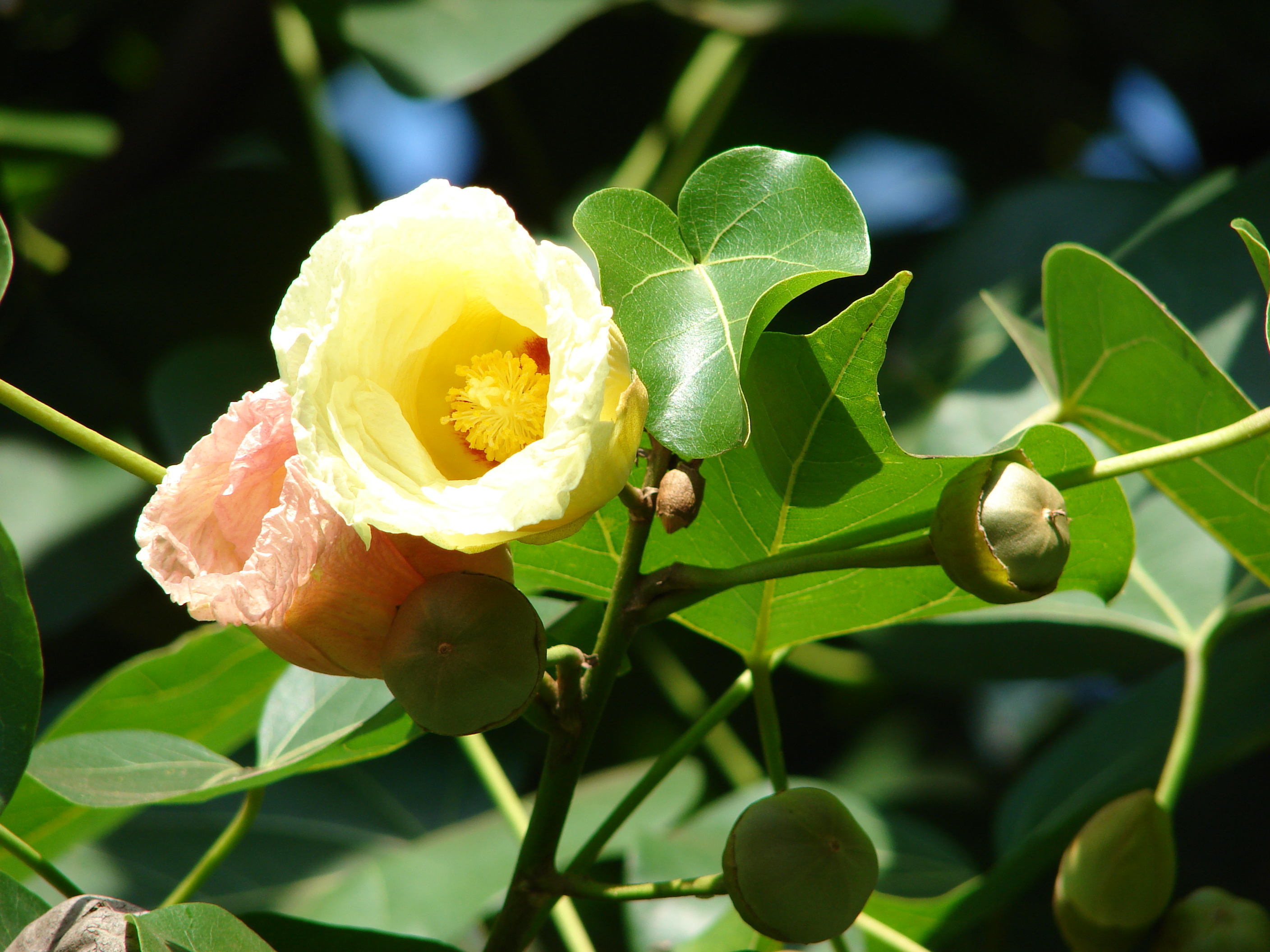
Pau-rosa do Pacífico (Thespesia populnea), um dos símbolos da ilha
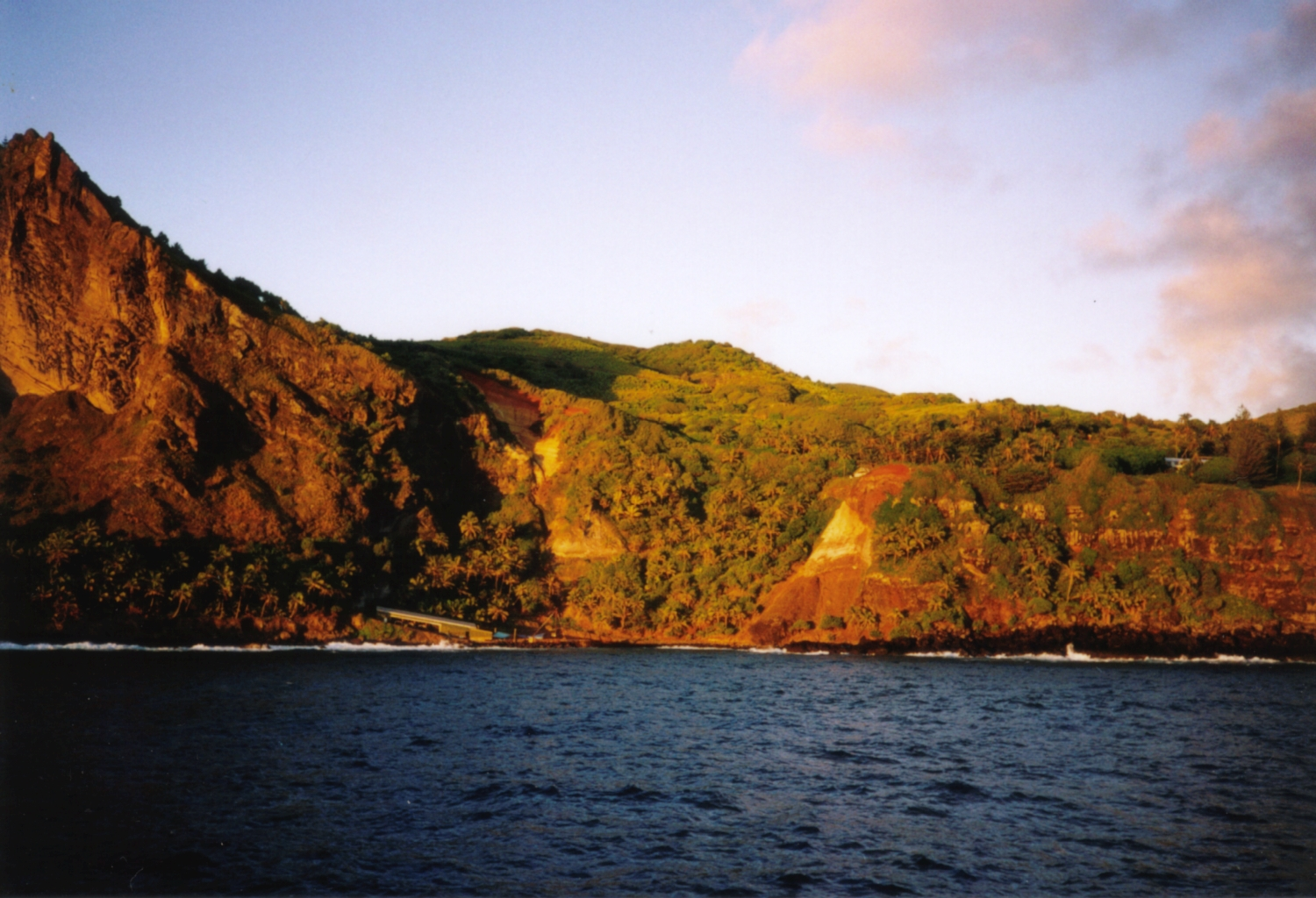
O triângulo (partição em asna), representa as encostras íngremes da ilha principal

## Bandeira do Governador

Bandeira do Governador de Pitcairn

O governador de Pitcairn tem uma bandeira separada, uma bandeira da União com o seu brasão de armas ao centro. Esse design é semelhante às bandeiras dos outros Governadores nos territórios ultramarinos britânicos. A bandeira governamental deve ser usada na Casa do Governo quando o governador estiver em residência ou dentro do território.